# Давыдов, Александр Фёдорович
Алекса́ндр Фёдорович Давы́дов (25 августа 1871 — 28 сентября 1914) — русский офицер, герой Первой мировой войны.

## Биография
Православный.
Окончил Александровский кадетский корпус (1889) и 2-е военное Константиновское училище (1891), откуда был выпущен подпоручиком в Кексгольмский гренадерский полк. Позднее был переведен в лейб-гвардии Семеновский полк тем же чином и старшинством.
Чины: поручик (1895), штабс-капитан гвардии с переименованием в капитаны ГШ (1898), подполковник (1902), полковник (1906).
В 1898 году окончил Николаевскую академию Генерального штаба по 1-му разряду.
По окончании академии служил начальником строевого отдела штаба Очаковской крепости (1899—1902), штаб-офицером для особых поручений при штабе 7-го армейского корпуса (1902—1903) и начальником строевого отдела штаба Севастопольской крепости (1903—1904). Затем был начальником штаба 69-й пехотной дивизии (1904—1907), штаб-офицером при управлении Варшавской крепостной пехотной бригады (1907—1910) и начальником штаба 1-й пехотной дивизии (1910—1912).
19 июня 1912 года был назначен командиром 8-го стрелкового полка, с которым вступил в Первую мировую войну. Был награждён Георгиевским оружием
За то, что в бою под Опатовым 21 сент. 1914 г., прикрывая отход наших войск к гор. Сандомиру, будучи окружен совместно с 5-м стрелк. п. с трех сторон противником, дал возможность отойти всему отряду.
В том же бою был тяжело ранен. Через неделю скончался от ран в Петрограде. Похоронен в Александро-Невской лавре. Был холост.

## Награды
- Орден Святого Станислава 3-й ст. (1903);
- Орден Святой Анны 3-й ст. (1910);
- Орден Святой Анны 2-й ст. (1913);
- Орден Святого Владимира 4-й ст. с мечами и бантом (1914);
- Орден Святого Владимира 3-й ст. с мечами (1915);
- Георгиевское оружие (ВП 09.03.1915).